# Joe Wang Miller
Joe Wang Miller (chiń. 王喆; pinyin Wáng Zhé; ur. 3 lutego 1989 w Tiencinie, Chiny) – piłkarz z Marianów Północnych, grający na pozycji napastnika.

## Kariera piłkarska

### Kariera klubowa
W sezonie 2008/09 rozpoczął karierę piłkarską w IFC Wild Bills. W latach 2009–2011 występował w klubie MP United, a potem przeszedł do Guam Shipyard. W 2013 został piłkarzem Tan Holdings FC.

### Kariera reprezentacyjna
29 kwietnia 2008 debiutował w narodowej reprezentacji Marianów Północnych.

## Nagrody i odznaczenia

### Sukcesy klubowe
- mistrz Marianów Północnych: 2010

### Sukcesy indywidualne
- król strzelców Mistrzostw Marianów Północnych: 2009, 2010